# Nationellt utdöd
Nationellt utdöd (RE) (engelska: Regionally Extinct) är en term som används inom rödlistning av arter. Rödlistekategorin avser en arts status inom ett visst geografiskt område och tillämpas på arter där den sista individen som är potentiellt kapabel till reproduktion inom landet (regionen) har dött eller försvunnit från landet (regionen).
Termen "nationellt utdöd" används av Artdatabanken från och med rödlistan 2010 som en precision av Internationella naturvårdsunionens rödlistekategori "Regionally Extinct" (RE) för Sverige. I tidigare års rödlistning betecknades rödlistekategorin "nationellt utdöd" med termen försvunnen.